# 야규역
야규역(일본어: 柳生駅, やぎゅうえき)은 일본 사이타마현 가조시에 있는 도부 철도 닛코 선의 역이다. 역 번호는 TN 06이다.

## 역사
- 1929년 11월 1일: 영업 개시.
- 2012년 3월 17일: TN 06의 역 번호 도입.

## 역 구조
상대식 승강장 2면 2선의 지상역이다. 역사는 도부 닛코 방면 승강장에 있고, 아사쿠사 방면 승강장에는 과선교에 의하여 연결된다. PASMO 대응 자동 개찰기가 설치된 역이다. 구내 화장실은 오스토 메이트에 대응하고 있다.

### 승강장
| 번호 | 노선    | 방향 | 행선                                                                                            |
| ---- | ------- | ---- | ----------------------------------------------------------------------------------------------- |
| 1    | 닛코 선 | 상행 | 미나미쿠리하시・도부 도부쓰코엔・ 도부 스카이트리 라인 기타센주・도쿄 스카이트리・아사쿠사 방면 |
| 2    | 닛코 선 | 하행 | 신토치기・도부 닛코・ 기누가와 선・ 우쓰노미야 선 도부 우쓰노미야 방면                          |

## 역 주변
본 역의 동북동쪽으로 약 400m지점에 사이타마・도치기・군마의 3현이 만나는 지점이 있다. 2016년 현재 소유주가 설치된 간판과 정확한 위치를 나타낸 말뚝 등이 있다. 평지에서 3현이 만나는 지점은 일본 전국에서 현지 뿐이다(다른 지점은 모두 산간이나 하천 상에 존재한다). 또한, 이 곳은 과거 현에 따라서 와타라세 강이 흘렀다.
- 국도 제354호선
- 기타카와베 우체국
- 마루야 기타카와베점
- 사이타마현도 제9호선
- 사이타마현도 제415호선
- 카이치미라이 중・고등학교
- 와타라세 유수지 - 가장 근처역이다.
- 야규 늪
- 시데 늪

## 인접역
| 도부 철도 닛코선                  | 도부 철도 닛코선 | 도부 철도 닛코선                          |
| --------------------------------- | ---------------- | ----------------------------------------- |
| TN 05 신코가 도부 도부쓰코엔 방면 | ■ 보통           | 이타쿠라토요다이마에 TN 07 도부 닛코 방면 |